# Jonathan McDonald
Jonathan McDonald est un footballeur costaricien, né le 28 octobre 1987 à San José. Il évolue au poste d'attaquant.

## Palmarès
- LD Alajuelense
  - Champion du Costa Rica en 2010 et 2011.